# Куп Србије и Црне Горе у рагбију 2004.
Куп Србије и Црне Горе у рагбију 2004. је било 1. издање Купа Србије и Црне Горе у рагбију. 
Трофеј је освојио КБРК.
| Освајач Купа Србије и Црне Горе у рагбију 2004. |
| ----------------------------------------------- |
| КБРК 1. трофеј                                  |